# Де-Ронде-Венен
Де-Ронде-Венен (нід. De Ronde Venen, нід. вимова: [də ˈrɔndə ˈveːnə(n)] ( прослухати)) — муніципалітет у Нідерландах, у провінції Утрехт.

## Населені пункти муніципалітету
Міста
- Мейдрехт

Села
- Абкауде
- Амстелгук
- Бамбрюгге
- Вавервен
- Вілніс
- Вінкевен
- Де-Гуф

Селsof
- Ан-де-Зюве
- Ахтербос
- Бамбрюгсе-Зюве
- Вінкенкаде
- Грунландсекаде
- Стоккеларсбрюг

## Топографія
Нідерландська топографічна карта муніципалітету Де-Ронде-Венен, червень 2015 року

## Визначні мешканці
- Крістіне Афтінк (нар. 1966 в Абкоуде) — нідерландська ковзанярка, учасниця трьох зимових Олімпійських ігор
- Ніколін Сауербрей (нар. 1979 в Де-Гуфі) — нідерландська сноубордистка, Олімпійська чемпіонка 2010 року

## Галерея

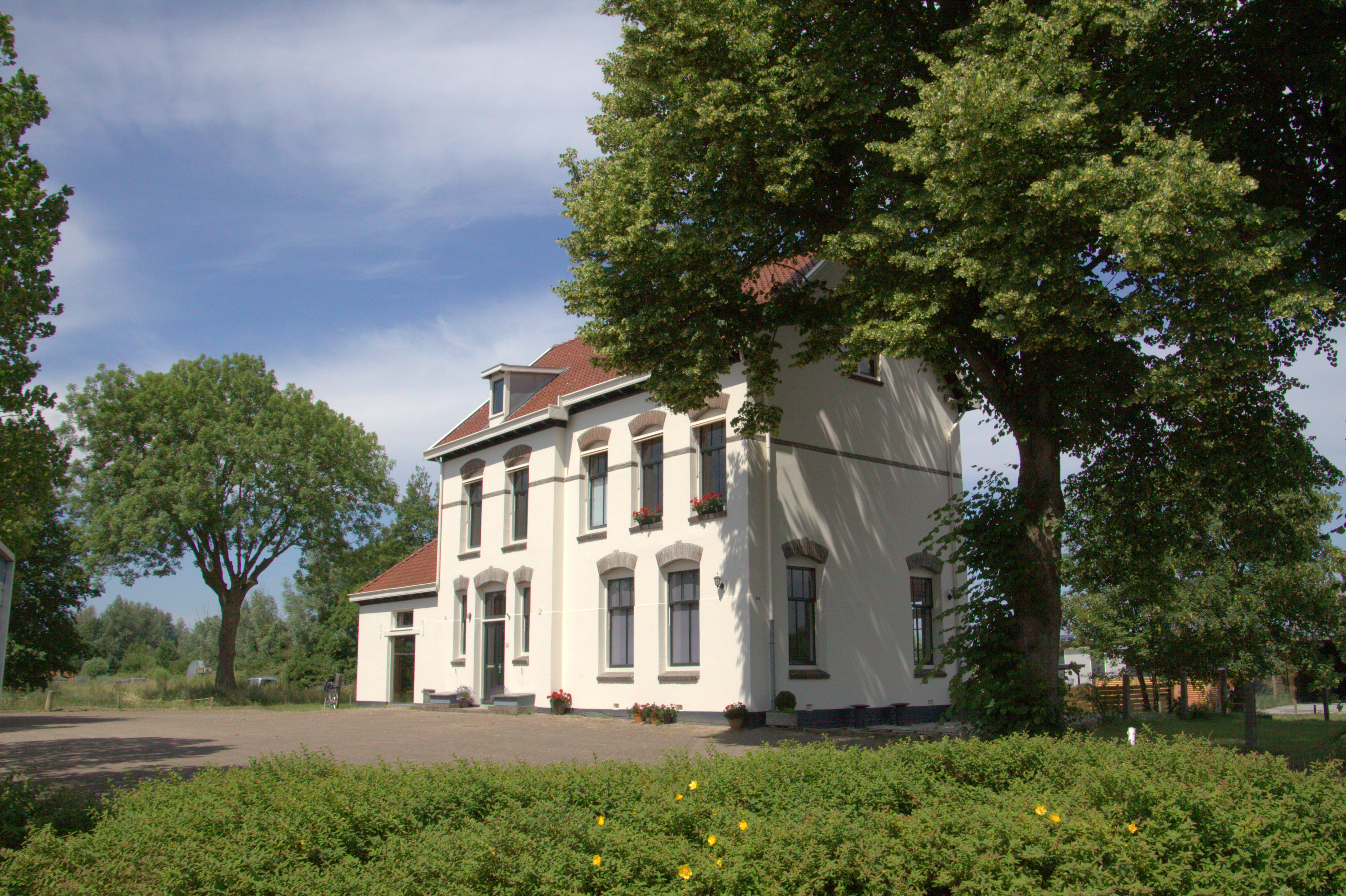
Будівля колишньої залізничної станції
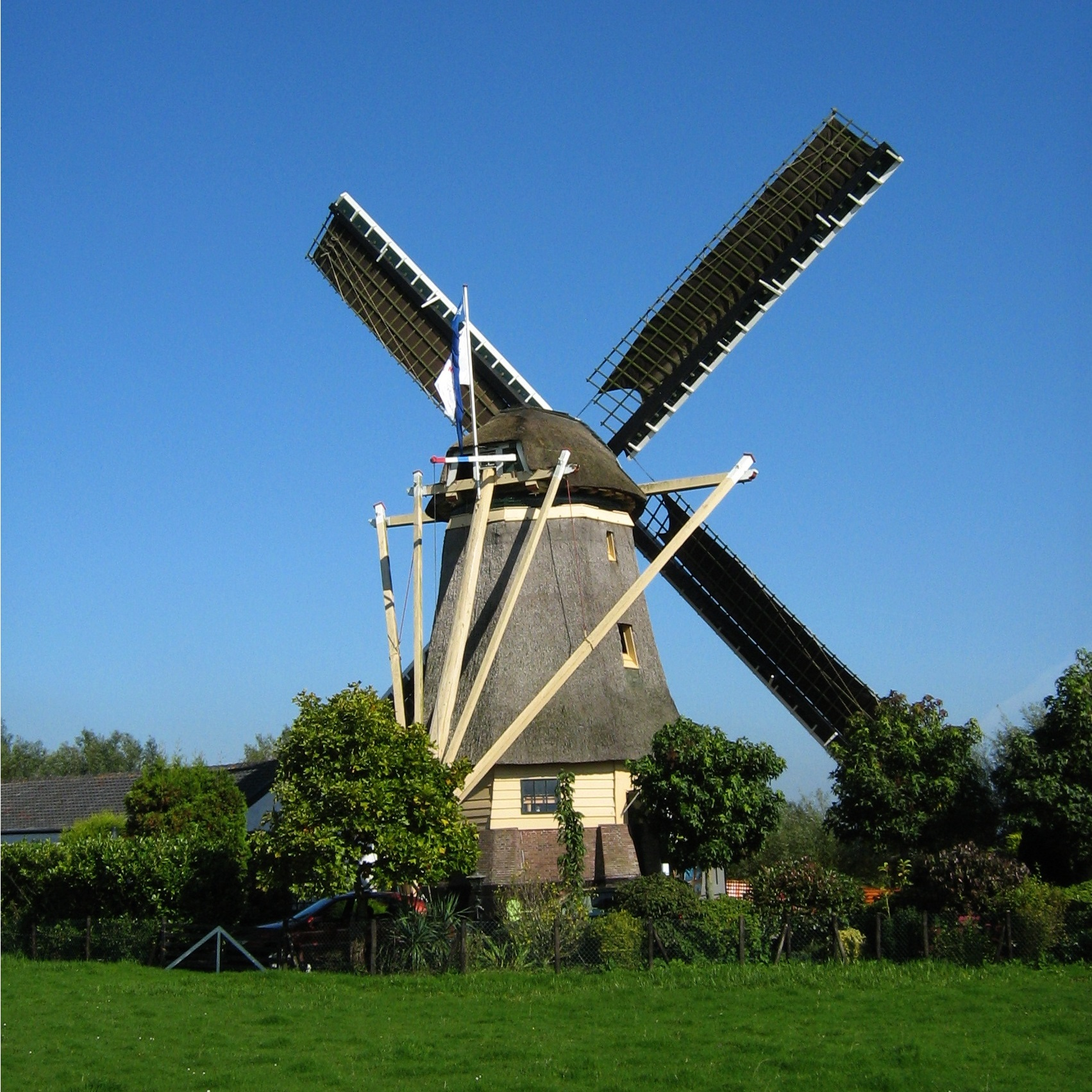
Вітряк Wilnis
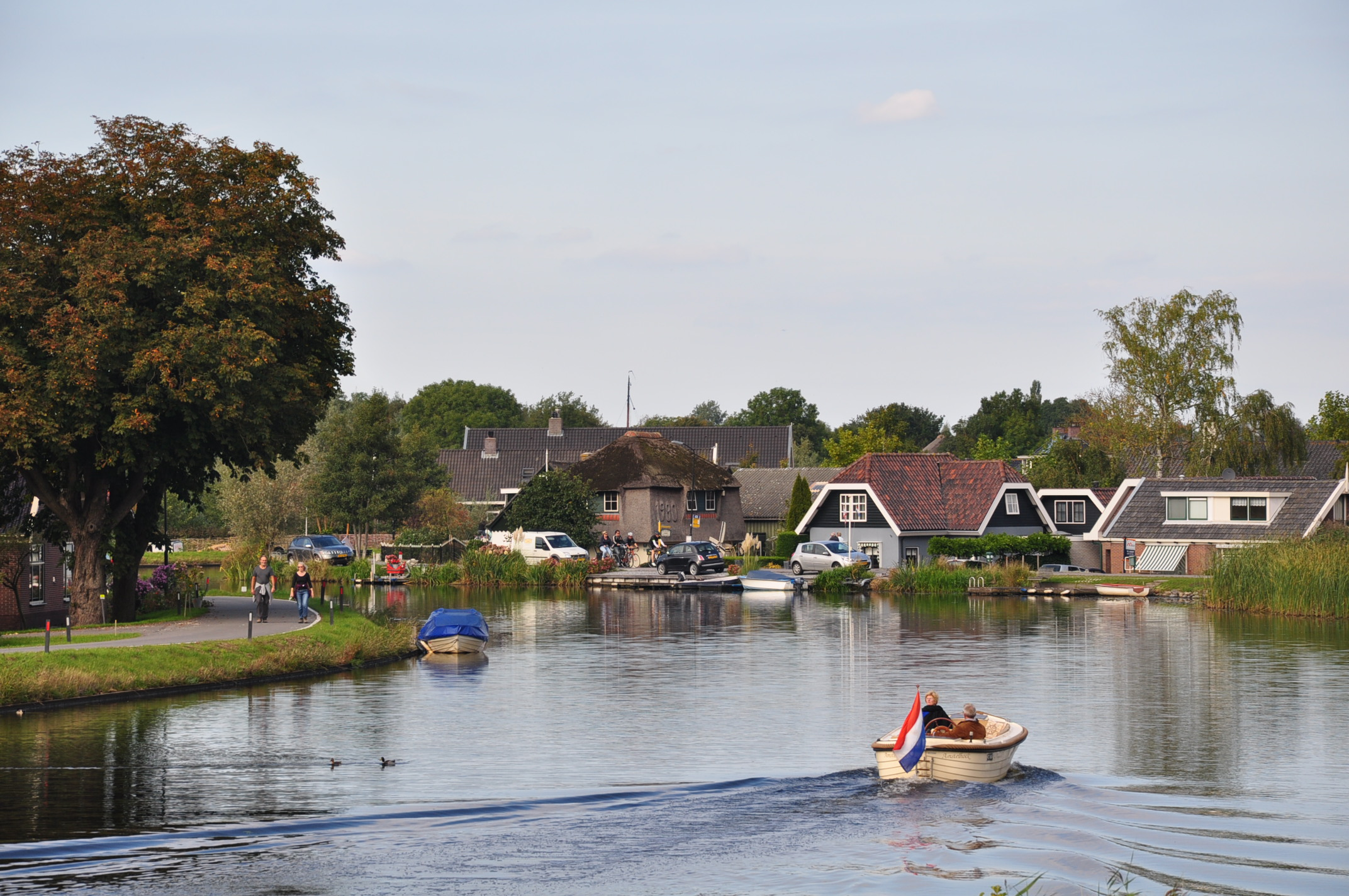
Течія Кромме Мейдрехт
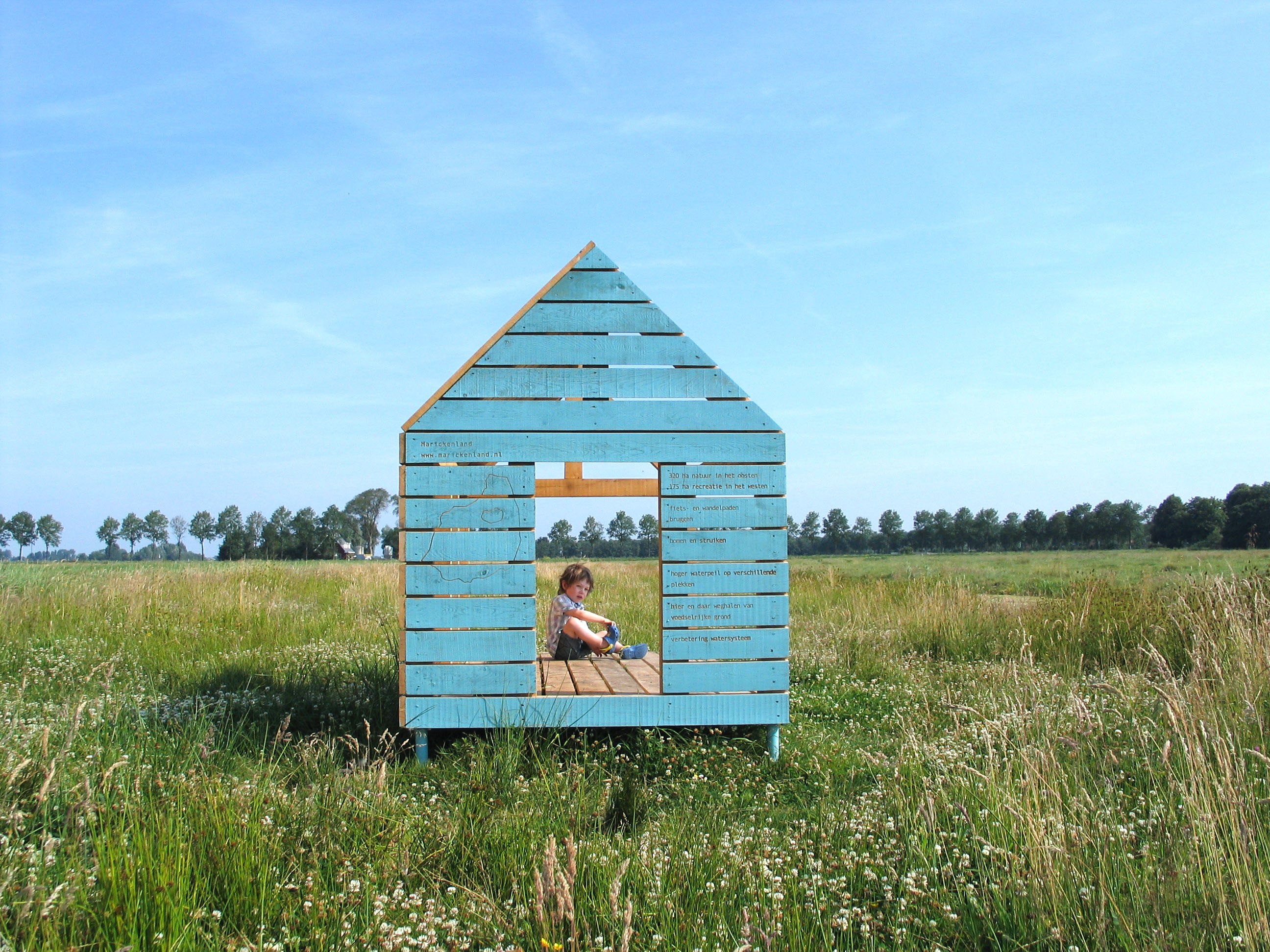